# Lijst van burgemeesters van Achttienhoven (Utrecht)
Dit is een lijst van burgemeesters van de voormalige Nederlandse gemeente Achttienhoven (Utrecht) tot die gemeente op 1 januari 1954 opging in de gemeenten Utrecht en Westbroek.
| Ambtsperiode | Naam burgemeester                    | Partij of stroming | Bijzonderheden                                                                                        |
| ------------ | ------------------------------------ | ------------------ | --- |
| 18?? - 1844  | N. de Graaf                          |                    | |
| 1844 - 1849  | J.C. de Graaf                        |                    | |
| 1849 - 1853  | A.C. Hartjens                        |                    | tevens burgemeester van Westbroek                                                                     |
| 1853 - 1858  | W.J. Lagerwey                        |                    | tevens burgemeester van Westbroek                                                                     |
| 1858 - 1882  | M. Lagerwey                          |                    | tevens burgemeester van Westbroek                                                                     |
| 1882 - 1890  | W.J. Lagerwey                        |                    | waarnemend, tevens waarnemend burgemeester van Westbroek                                              |
| 1890 - 1903  | Jan Hendrik de Waal Malefijt         | ARP                | tevens burgemeester van Westbroek, later minister en burgemeester van Katwijk                         |
| 1903 - 1905  | D. Vink                              |                    | tevens burgemeester van Westbroek                                                                     |
| 1906 - 1932  | J.P.C. ten Geusendam                 |                    | tevens burgemeester van Westbroek                                                                     |
| 1932 - 1954  | Jhr. Joan Huydecoper van Maarsseveen |                    | deels waarnemend, tevens (waarnemend) burgemeester van Westbroek (1932-1957) en Tienhoven (1949-1957) |